# Anoplophora wusheana
Anoplophora wusheana är en skalbaggsart som beskrevs av Chang 1960. Anoplophora wusheana ingår i släktet Anoplophora och familjen långhorningar.
Artens utbredningsområde är Taiwan. Inga underarter finns listade i Catalogue of Life.